# YT Industries
Die YT Industries GmbH (kurz: YT) ist ein deutscher Fahrradhersteller mit Sitz in Forchheim, Oberfranken, Bayern.

## Geschichte
Die Firma wurde im Jahr 2006 unter dem Namen „Sponsoree Deutschland GmbH“ von Markus Flossmann und Jacob Fatih als Internetplattform gegründet und diente als Kontaktplattform für Sportler und potentielle Sponsoren.
2008 entwickelte die Firma unter dem Label Sponsoree ihr erstes Mountainbike. Zwei Jahre später trat Stefan Willared als Chief Technology Director (CTO) und geschäftsführender Gesellschafter ins Unternehmen ein. Mit dem Wachstum des Produktsortiments im Bereich Gravity wurde die Sponsoree Deutschland GmbH 2011 in YT Industries GmbH (Young Talent Industries) umfirmiert.
Mittlerweile entwickelt, baut und vertreibt YT Mountainbikes für verschiedene Einsatzbereiche wie Dirt Jump, Freeride, Downhill, Enduro und All Mountain. Mit dem CAPRA setzte YT Maßstäbe im Bereich Enduro, während das TUES den Red Dot Design Award 2010 gewann und mehrfach zum Downhill-Bike des Jahres gekürt wurde. YT vertreibt alle Produkte ausschließlich über die eigene Webseite, auf Einzelhändler und Shops wird verzichtet. Das Unternehmen ist innerhalb der letzten drei Jahre stark gewachsen und verkauft seine Produkte inzwischen weltweit. 2019 erweitert YT sein Sortiment um ein E-Bike, das Decoy.
Am 16. Juli 2025 gab YT Industries bekannt, dass ein Sanierungsverfahren in Eigenverwaltung nach deutschem Recht eingeleitet wird.
2012 holte sich YT den Mountainbike-Profi Andreu Lacondeguy ins Team, Freerider Cameron Zink folgte im Jahr 2014. Seit 2016 ist YT mit „The YT Mob“ auch im Mountainbike-Weltcup aktiv und hat mit Aaron Gwin einen der erfolgreichsten Downhill-Rennfahrer unter Vertrag gehabt (2016–2018). 2016, im ersten Jahr ihres World Cup Engagements, holte sich YT mit Aaron Gwin den Gesamtsieg im Downhill. 2017 folgte bereits der zweite Downhill World Cup Gesamtsieg mit Aaron Gwin.